# Klassieke oudheid

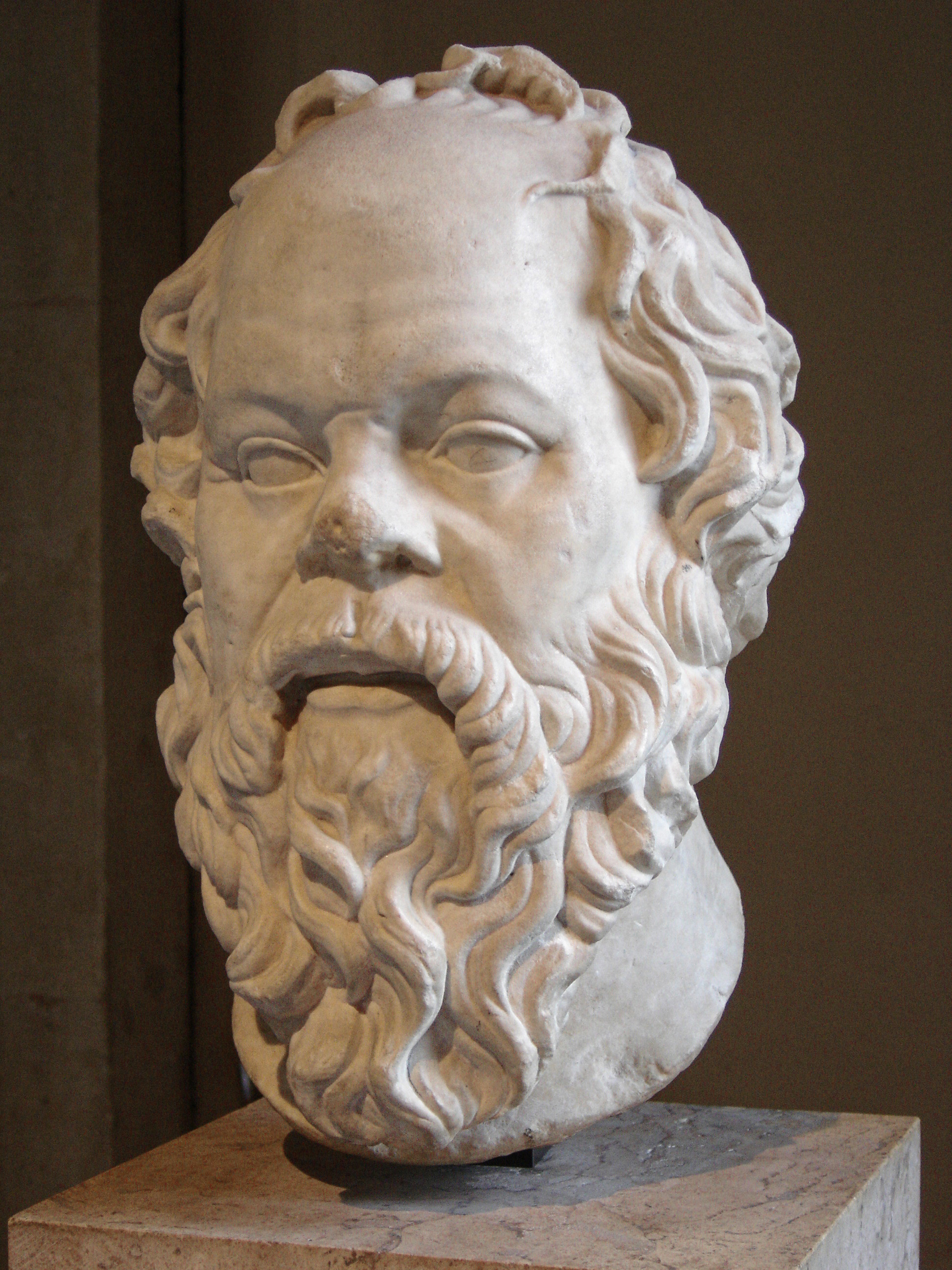
Socrates

De klassieke oudheid of Grieks-Romeinse oudheid is een periode, die in het algemeen wordt aangehouden in de geschiedschrijving van de westerse wereld. Het is de periode in de geschiedenis van de westerse beschaving van de bloeiperiode van de Griekse en de Romeinse beschaving en wordt vaak beschouwd als het beginpunt van die geschiedenis. De klassieke oudheid begint gewoonlijk met de archaïsche periode van het oude Griekenland, Oudgrieks: Ἑλλάς, in de 8e eeuw v.Chr. en eindigt met de val van het West-Romeinse Rijk in 476 na Chr. Centraal staat daarbij de geschiedenis van het oude Griekenland en het oude Rome. De klassieke oudheid wordt gevolgd door de middeleeuwen. Sommige historici noemen de overgangstijd tussen oudheid en middeleeuwen de late oudheid, die dan tot ongeveer 600 duurt. De studie van de klassieke oudheid is een belangrijk onderdeel van de filologie. 

## Problematiek van de periodisering
In de negentiende en twintigste eeuw zijn er uitvoerige en veelal vruchteloze discussies geweest over de beste manier om de geschiedenis te periodiseren, maar dit heeft niet tot consensus geleid. Periodisering wordt voor een groot deel bepaald door traditie.
De klassieke tijd begint rond 500 v.Chr. in de Griekse geschiedenis, een periode van grote culturele bloei. De stadstaat Rome werd ongeveer gelijktijdig een republiek. Als einde van de klassieke oudheid gold lange tijd 476. In dat jaar zette Odoaker, een Germaanse legeraanvoerder, de laatste Romeinse keizer van de westelijke rijkshelft af. Daarmee kwam definitief een einde aan het West-Romeinse Rijk.
De periode tussen 476 en 1453 wordt in het onderwijs, in navolging van de humanisten, het tijdvak van de middeleeuwen genoemd. Uitgaande van het West-Romeinse Rijk, eindigde de oudheid in 476. In het oosten bleef het Byzantijnse of Oost-Romeinse Rijk nog tot 1453 bestaan. Als dit als criterium wordt gebruikt, eindigt de oudheid in 1453. Een enkele historicus heeft weleens beweerd dat de oudheid pas werkelijk eindigde in 1806, in dit jaar hield namelijk het Heilige Roomse Rijk op te bestaan. Het Heilige Roomse Rijk had ook nog een keizer, net zoals de Romeinen.

### Periodes van de Griekse en Romeinse oudheid
De klassieke oudheid wordt onderverdeeld in een Oud Griekse en een Romeinse geschiedenis.
De Griekse geschiedenis wordt verder onderverdeeld in achtereenvolgens de:
- Archaïsche periode 776–500 v.Chr.
- Klassieke periode omstreeks 500–323 v.Chr.
- hellenisme 323–146 v.Chr.
- Romeins Griekenland 146 v.Chr.–395

De Romeinse geschiedenis wordt onderverdeeld naar de opeenvolgende regeringsvormen van het oude Rome:
- Romeins koninkrijk 753–509 v.Chr.
- Romeinse Republiek 509–27 v.Chr.
- Romeinse Keizerrijk 27 v.Chr.–476

Na de Romeinse verovering van de Griekse wereld bleven de Griekse taal en cultuur grotendeels bestaan, terwijl andere veroverde gebieden een verregaande romanisering ondergingen. Er vond een grootschalige culturele uitwisseling plaats tussen Grieken en Romeinen, onder meer in de wetenschap, de wijsbegeerte en in de literatuur. Er was daarentegen een groot verschil tussen de oud-Griekse en de Romeinse religie. De taal van bestuur en het recht werd het Latijn, maar de voertaal bleef overwegend Grieks. De macht van het Romeinse rijk verschoof in de late oudheid steeds meer naar het oosten, waar Koinè, het Grieks zelfs weer de officiële taal werd. Het Byzantijnse Rijk wordt dan ook doorgaans als Grieks omschreven, terwijl het zichzelf  'het Romeinse rijk' bleef noemen.

## Receptie van de klassieke geschriften door christendom en islam in de middeleeuwen
Het vroege christendom viel in de klassieke oudheid en het Latijnse schrift werd verder ontwikkeld. Het doorgeven van de literatuur uit de klassieke oudheid gebeurde door christelijke en islamitische kopiisten, die, ondanks hun reserves bij de heidense geschriften, voldoende het belang ervan onderkenden om er veel van hun tijd in te investeren. De filosofie gold als dienstmaagd van de theologie. Er waren weliswaar tegenstanders: Tertullianus, Tatianus en Johannes Chrysostomus, maar de meer openen van geest wonnen het pleit: Justinus de Martelaar, Origenes, Clemens van Alexandrië, Basilius van Caesarea, Gregorius van Nazianze en Johannes Damascenus. De moslim Averroes probeerde de leer van Aristoteles met de islam in overeenstemming te brengen. Volgens een ruwe schatting heeft zo'n 10% van de klassieke geschriften de tand des tijds doorstaan.

## Tijdlijn
- vanaf 8e eeuw v.Chr. - Atheense democratie
- 499 v.Chr. - Perzische Oorlogen
- 5e eeuw v.Chr. - Eerste en Tweede Peloponnesische oorlog
- 4e eeuw v.Chr. - veroveringstochten van Alexander de Grote
- 4e - 1e eeuw v.Chr. - hellenisme
- 4e eeuw v.Chr. - 5e eeuw - Romeinse Republiek
- 3e - 2e eeuw v.Chr. - Punische oorlogen
- 2e - 1e eeuw v.Chr. - Romeinse burgeroorlogen
- 1e eeuw v.Chr. - 4e eeuw - Romeinse Keizerrijk
- vanaf 1e eeuw - opkomst christendom
- 3e eeuw - soldatenkeizers